# Camano (Washington)
Camano é uma Região censo-designada localizada no estado norte-americano de Washington, no Condado de Island.

## Demografia
Segundo o censo norte-americano de 2000, a sua população era de 13.347 habitantes.

## Geografia
De acordo com o United States Census Bureau tem uma área de
245,9 km², dos quais 103,0 km² cobertos por terra e 142,9 km² cobertos por água. Camano localiza-se a aproximadamente 14 m acima do nível do mar.

## Localidades na vizinhança
O diagrama seguinte representa as localidades num raio de 16 km ao redor de Camano.